# C17orf102
C17orf102 (англ. Chromosome 17 open reading frame 102) – білок, який кодується однойменним геном, розташованим у людей на 17-й хромосомі. Довжина поліпептидного ланцюга білка становить 167 амінокислот, а молекулярна маса — 17 761.
| 10         |  | 20         |  | 30         |  | 40         |  | 50         |
| ---------- |  | ---------- |  | ---------- |  | ---------- |  | ---------- |
| MFDFSFPTPA |  | SAGTRMGPAS |  | CGGRSLHLPQ |  | LRFSRVDATA |  | VTDVPFQRMH |
| APHRAPEVFC |  | SRSSRGAGRG |  | HPTPTPRVRW |  | ALAGNQPRCC |  | AQLLSGRGGS |
| GAQLRAGWVR |  | GAAVGNLFIL |  | LLGKEDGEEE |  | GTVLSYSSMV |  | HISNITGIVG |
| TTVSRTKPAL |  | VLMELTF    |  |            |  |            |  |            |

A: Аланін

C: Цистеїн

D: Аспарагінова кислота

E: Глутамінова кислота

F: Фенілаланін

G: Гліцин

H: Гістидин

I: Ізолейцин

K: Лізин

L: Лейцин

M: Метіонін

N: Аспарагін

P: Пролін

Q: Глутамін

R: Аргінін

S: Серин

T: Треонін

V: Валін

W: Триптофан